# サラマンダー (妖精)

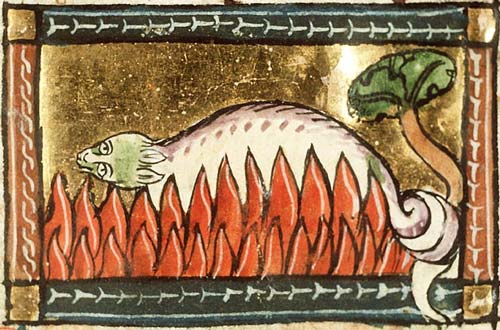
14世紀の動物寓意譚の写本より、サラマンダー

サラマンダー（英：salamander、羅：salamandra）は、中世錬金術における四大精霊のうち、火を司る精霊・妖精（elementals）。あるいは西洋博物学における、火に耐えて生きる伝説的な動物。
サラマンデル、サラマンドラとも呼ばれる。手に乗る位の小さなトカゲもしくはドラゴンのような姿をしており、燃える炎の中や溶岩の中に住んでいる。

## 概要
イモリ類（英: salamander）は、火の中で生きることができる生物だと考えられていた。体温があまりに冷たいため火を寄せ付けず、あるいは火を消し去るのだという。薪の隙間に入り込んでいたイモリが、薪ごと火にくべられ、体液が多いためすぐには焼け死なずに逃げ出す様子からそう信じられたという。
古代ヨーロッパの自然史（博物学）においては、アリストテレスやプリニウスのような古代の学者もそのように記述したため、実験によっていずれ焼け死ぬことを確認した者が複数いたにもかかわらず、中世を通じてこの迷信は続いた。18世紀に到ってもそのように述べた書物が出版されている。
16世紀にパラケルススは四大精霊中の火の精霊をサラマンダーとした。それまで火の精霊は人間型、特に女性の姿の火精という観念もあったが、これ以降はトカゲあるいはサンショウウオの形という考えが一般的になった。ただしパラケルスス自身は四大精霊は人間に近い形と考えていた。
また、サラマンダーは恐ろしい毒をもつと過大評価され、木の中に入り込んだだけでその木のすべての果実を毒物に変え、その止まっていた石の上に置いたパンを食べただけでも命に関わるという。また、そのように強力な毒をもつからには強力な薬効もあるだろうと考えられ、強壮剤か催淫剤、脱毛剤などになるとも考えられていた。
象徴としてのサラマンダーは、中世では熱情を抑えての信仰心や、貞節を表していた（ § 愛や非愛の象徴参照）。また近世にはいると、とりわけ「サラマンドラ紋章」の王たるフランソワ1世に関して、「善なる火を燃え上がらせ悪なる火を消し去る」正義の象徴とされた（ § 紋章に詳述）。

## 西洋の伝承
伝説的なサラマンダーは、実在する自然界のサラマンダー（サンショウウオ）に、古代・中世を通じて伝説的・超自然的な能力や属性が帰せられた生物である。サンショウウオの分泌物の毒性や薬効など、虚偽ではないが誇大主張されたものもある。とくにキリスト教義の文学（フュシオロゴスやベスティアリ）では、寓意（象徴）として扱われる。
分類学の父カール・フォン・リンネ 『自然の体系』（第10版、1758年）にはサンショウウオの科学的説明もなされるが、古代学者が火に耐えると説明したことも付記されている。

### 古代ギリシア・ローマ
（アリストテレス、プリニウス、ニカンドロス、アイリアノス）
サラマンダー（サンショウウオ）にまつわる定番の伝説と言えば、火に耐え火を打ち消すという能力であるが、これは古代ギリシアのアリストテレス（前384–322）やその弟子テオプラストス（前371頃–287頃）に遡ることができる。アリストテレスは『動物誌』で「サラマンドラ （σαλαμάνδρα; salamandra）」の耐火性について述べている。また、『動物発生論』では、土・空・水の元素については、それらに棲まう生物（土・空・水棲動物）がつとに知られている。よって、火の元素を棲み処とする動物（火棲動物）がいてしかるべきで、それこそサラマンドラにちがいない、という見解を示している。テオプラストスはサラマンドラをトカゲ（"saura"） の一種としており、その出現は降雨の前兆だと記述する。
古代ギリシアの医学者 ニカンドロス（前2世紀）の『有毒生物誌（テリアカ）』もまた、耐火説をとなえる早期の資料であるが、同著者の『毒物誌（アレクシパルマカ）』ではサラマンドラを「魔術師のトカゲ」と称し、毒の飲み薬の材料となることを記している。それは"舌の炎症、悪寒、関節のふるえ、青黒斑、メンタルの明晰/鮮明さの消失"をともなう劇薬との注意喚起がされている。この「飲料」を服用した者は、脆弱状態におちいり、四つん這いになることが、同作品のパリ写本の挿絵にみえる。そのような「飲料」を飲んでしまう理由が不明であるが、ひとつの仮説では他人が毒や魔法薬のつもりで盛ったものではないかと考えられる。異論では、食べ物の異物混入の事故の方が有力説とみている。
大プリニウス（紀元23–79）『博物誌』は、触れると毛が抜ける症状があるとして警告するが、他の文献例では、この脱毛効果はムダ毛処理に使われていたという示唆がみえる。
プリニウスによれば、サラマンドラは"（全体に）斑点のあるトカゲの形をした動物"で、豪雨のときのみ現れ、晴れると隠れるという。プリニウスの描写や生息域から、ファイアサラマンダー（学名 Salamandra salamandra、あるいはその亜種）が本種でないかと同定される。
プリニウスは、サラマンダーが火を打ち消せるとなれば、それは体の冷性によるものだとの説明を下したが。しかしながら、プリニウスはそもそもサラマンダーに消火能力があることに懐疑的で、それでありながら別箇所で、その疑惑現象の科学的説明をおこなっている、と指摘される。プリニウスはまた、消火説に懐疑的なセクスティウス・ニゲルより得た情報として、はちみつ漬けにしたサラマンダーは食用で、首や内臓をとるなど下処理をして食べ物に混ぜれば媚薬の効果があったとしている。
プリニウスは、サラマンダーに毒性や薬効があることにも触れている。これには（ファイヤー・サラマンダーやアルプスサラマンダーなどの種に）毒性がある事実にもとづいており、これらの種は危害を感じると毒性の体液を分泌や噴射する。ただ、プリニウスの描写は誇大化されており、樹にふれるとその果樹すべてが猛毒となり、パンに敷かれた石や木に触れていたり、井戸に落ちたりしていれば、人命が失われるとする。
プリニウスとほぼ同時代、ポンペイに埋もれた層から出土したレリーフ彫刻に、天秤にまたがるサラマンダーが彫られているが、鍛冶屋の看板の可能性があるという。

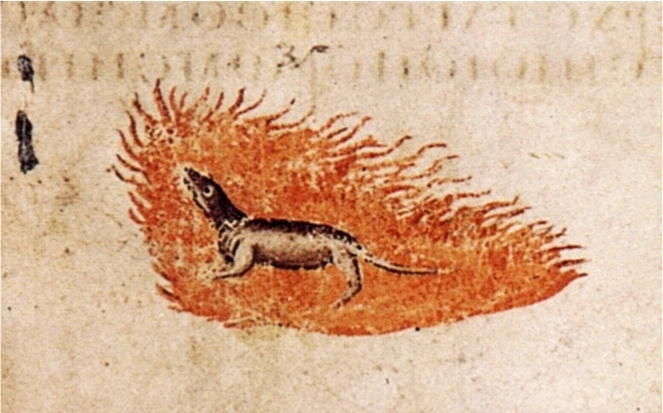
ディオスコリデス『薬物誌』写本のサラマンダー―ウィーン写本、6世紀

ディオスコリデス （40頃–90年）の『薬物誌』も、サラマンダーの消火に触れるが、その能力を否定している。この作品は、後世まで装飾写本に書写されて残されたが、そこに炎につつまれたサラマンダーの挿絵がみつかる（例、右図）。ディオスコリデスによれば、サラマンダーには腐敗性（苛性）があり、らい病の治療に有効だとしている。
アイリアノス（175頃-235頃）は、サラマンダーが炉の火に誘引されて、消火するため、鍛冶師にやっかいがられているとしている。 サラマンダーは火から生まれ出づる生物なので、その点ピュラウスタ虫とは区別される、とする。

### ユダヤ教・早期キリスト教

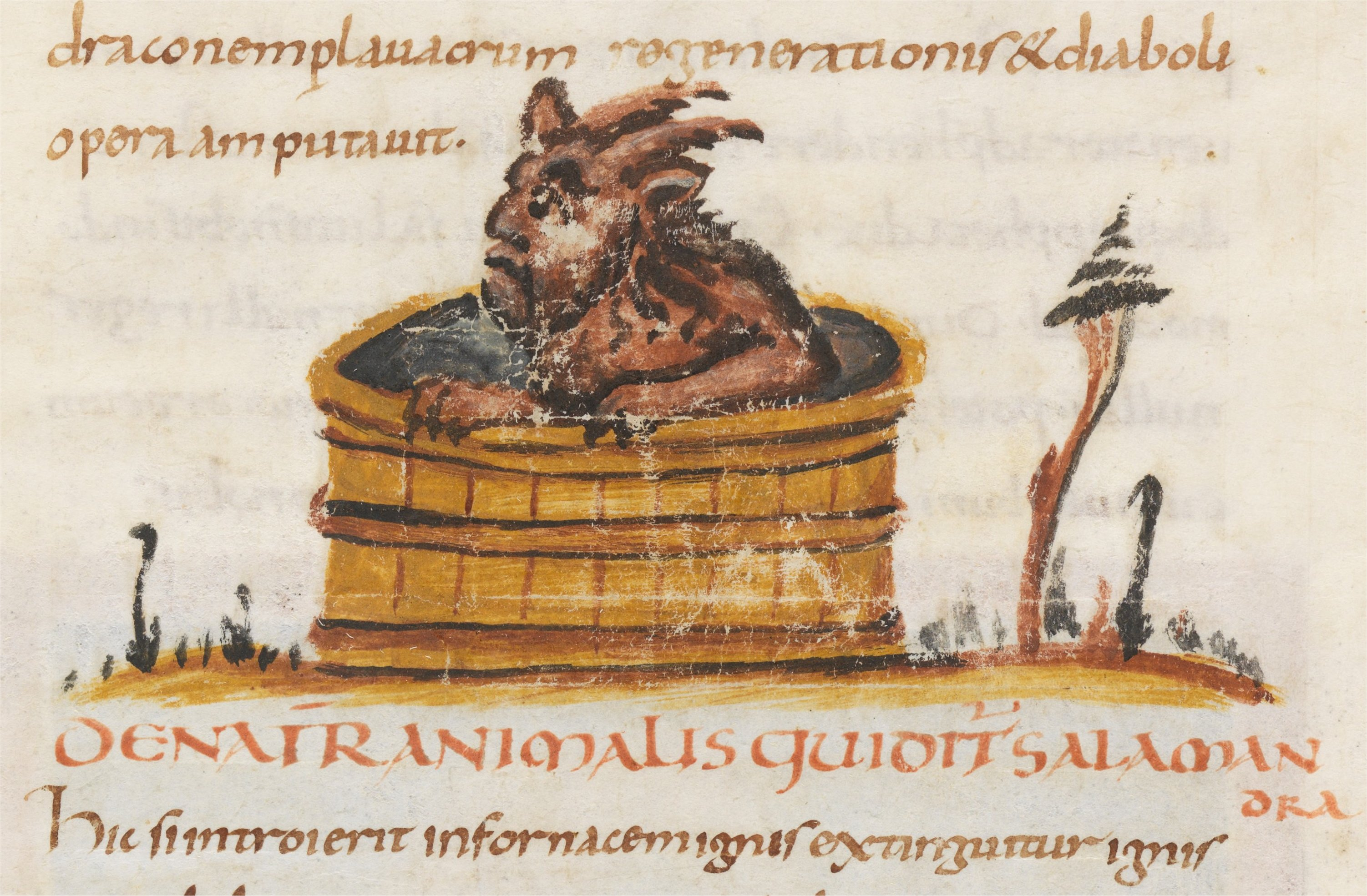
桶に座るサラマンドラ―『ベルンのフィシオログス』写本

（タルムード、アウグスティヌス、フュシオロゴス）
伝説上のサラマンドラ（סָלָמַנְדְּרָה  / סלמנדרה）はユダヤ教典の『タルムード』にも言及され、火より生じる生物だとされる。また、その一篇「ハギーガー」27a によれば、サラマンドラの血を塗りたくった者は耐火性を得るとされる。同じ場所に火を7日7晩維持すれば、そこにサラマンドラを発する、と 『ミドラーシュ』にあるが、これはじつは7年間の火を要すると注釈者ラシ（1040–1105年）は説いている。
ビザンツ帝国では聖グレゴリオス （329–390頃）が、火は他の生物を滅するが、ある生物は火のなかで踊る、という文を描いており、注釈者の偽ノンヌスはこれをサラマンドラの言及とみなし、それは陸棲の小型のトカゲやワニの類だと説明する。
聖アウグスティヌス（354–430）『神の国』では、おおよそプリニウスより借用してサラマンダーの博物誌を語っている。そしてサラマンダーの存在はすなわち、永劫の炎でも燃えない魂がある（煉獄がありうる）ことへの傍証である、と説いている。
キリスト教の動物寓意譚集、『フュシオロゴス』の原作者はエジプトのアレクサンドリア在住のギリシア人と思われており、これがのちの中世のベスティアリの祖本となった。サラマンダーが選ばれているのも、原作者がよく知る地元アフリカの野生動物のひとつなのが理由、ともされる。『フュシオロゴス』において、サラマンドラは、ネブカドネザルの火炉に入れられて生き残った3人の男の寓意である。
『ベルンのフィシオログス』（ラテン語、9世紀）は挿絵入り写本の古例だが、そのサラマンドラ（⇒右図参照）は、「サテュロスのような生き物が、丸い木桶にはいっている」図とされる。「とぼけた顔」とも意見される。

### ヘルメス主義系
伝・ホラポッロ作『ヒエログリフィカ』（5世紀）は、もとは現地語（コプト語）で書かれたというエジプト象形文字の解説書であるが、ここにもサラマンドラが炉に入って消火してしまうと巷説がのべられていて、エジプトの人口にも伝説が伝搬していたことがうかがえる。この文字記号の寓意的な解説はあるが、捏造というか、ギリシア古典の作家や、『フュシオロゴス』に基づく知識でこしらえたにすぎない、と考察される。
エジプト語の原典なるものは現存せず、ギリシア語訳という稿本のみが存在する。『ヒエログリフィカ』第2巻第62章に「サラマンドラ」に関する「火に焼かれた人」の項がみつかる。ただし、この"称ヒエログリフ"が、正真正銘のエジプト語の象形文字だったかは疑わしい。刊行本の編者は、「火に焼かれた人」を意味する記号が火に焼かれることのないサラマンドルの記号であらわされるのは"異様/変"だと述べている。後述部によれば、サラマンドルはその"二つある各頭"(ἑκατέρᾳ τῇ  κεφαλῇ)で"破壊"する、と記載されるが、これはアンフィスバエナとの混合だろうと指摘される。

### 中世盛期
（ベスティアリ）

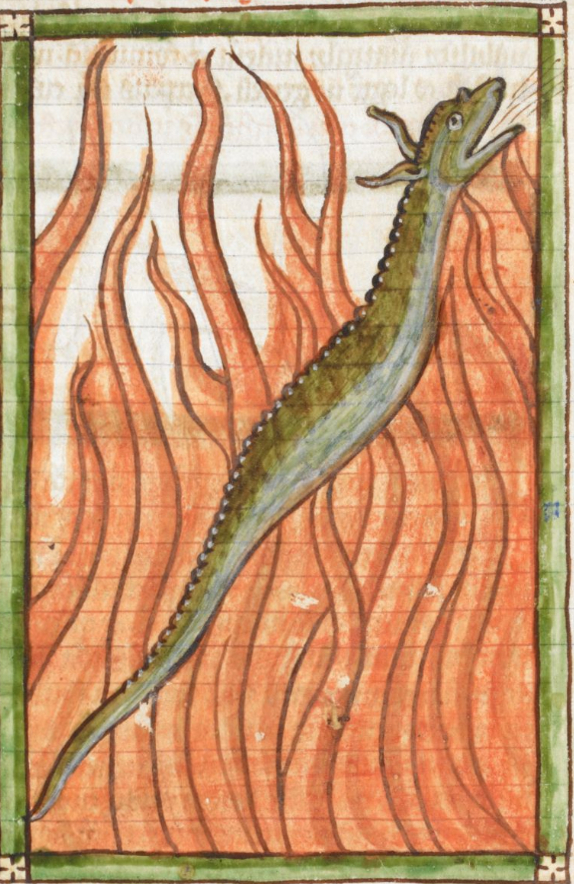
ベスティアリ挿絵のサラマンダー（部分）―ハーレイ 3244写本、第63葉表。1236年頃

中世の動物寓意譚集《ベスティアリ》は、古典文学や『フュシオロゴス』を継承したサラマンダー解説にくわえ、その挿絵が多くの写本に挿絵とともに描かれている。
フローレンス・マッカロクが最古のベスティアリ描画例とするのは、ベルン写本（ベルンのフィシオロゴス）であるので、これは上述した。その他のベスティアリでは、サラマンダーは、
- 「炎に侵入するワーム（蛇）」（ボドレー764写本、12世紀）[注 14]
- 「有翼の犬」 (ギョーム・ル・クレール本、 BnF fr. 1444写本、13世紀[注 15])
- 「火中の小鳥」（BnF fr. 14970写本、12世紀[注 16])[51]

のようなかたちで描かれている。
いわゆる第2家族系の《ベスティアリ》では、耐火性にくわえ、毒性の動物（蛇類）のなかでも最強の猛毒であると主張する。中世のベスティアリの記載の多くは、特にプリニウスをソリヌスを通じて又引きしていることが指摘されるので、サラマンドラの項でも例外にもれず、樹のすべての「リンゴ（果実）」を毒する、井戸を毒でおかす、火の中でも活き、これを消す、等々と説明している。
なおボドレー764写本も第2家族系だが、冒頭文は異なり、"デア（dea）という動物がいるが、ギリシア語でサラマンドラ、ラテン語でステリオ（stellio）..."とのべており、ステリオ（すなわちスター型の斑点）と同一視している。にもかかわらず、「ステリオ」については別項を設けている。
ドイツの碩学アルベルトゥス・マグヌスは耐火性のアスベスト布が「サラマンダーの羽」（pluma salamandri）からとれる、とした （以下、 § アスベスト布を参照）。

#### 愛や非愛の象徴
キリスト教義では、サラマンダーは「愛欲」の逆、すなわち「信仰心」や「貞操」などと解釈できるようだが。文学ではかならずしもその限りではないようである。
キリスト教美術における、サラマンダーは「熱情をおさえこんだ信仰心」の象徴だという見解がみられる。また、《ベスティアリ》をみれば、サラマンダーは「貞節」の象徴なことが導ける、とデュシャレが提唱したのを、美術史家のエミール・マールも支持している。 例としてノートルダム大聖堂 (パリ)のバラ窓には「シャストテ」（純潔の擬人化・女神）がもつ盾にサラマンドルが象られている（ただし、鳥のような姿に描かれる、と意見される）。
中世のアーサー王伝説群の『新ティトゥレル』では、ジグーネへの愛を語るシオナトゥランダーという騎士が、サラマンダーを引き合いに出している文章が序盤にみえる。サラマンダーはアグリモントなる地に産するとも言っているが、シオナトゥランダーはすなわちオリエント方面（そのアグリモントの地）製の盾を所持しているのであり、しかもそれは活きたサラマンダーが（中央に）埋め込まれていて、その火の熱により、周りの宝石の力が増幅されるという。また、アヴァンチュール夫人による講釈として、異教徒は（哀れにも）サラマンダーを愛の印とみなしているが、じつはその逆で、「非愛（unminne）」を示すものと説明される。
ペトラルカ （1304–1374年）の『俗語断片詩集（カンツォニエーレ）』の第207詩では、サラマンドラは"際限なく燃えたぎる欲情"の比喩表現として使われている。

### 近世
レオナルド・ダ・ヴィンチ（1452–1519）は、「サラマンドラ（イタリア語: salamãndra）」について"消化器官を欠き、食餌は火をもってほかは摂取せず、火の中でたえず鱗状の皮膚を陳謝する"、"サラマンドラはその能力（virtù）のゆえにそれ（鱗の再生）をする、としている。
近世ヨーロッパでは、「地を這うもの」に意味でラテン語「レプティリア（reptilia）」（現代では爬虫類をさす）をひとくくりしており、そのなかにはサラマンダー（ラテン語: salamandrae）やドラゴン、バシリスクも含まれた。
また、サラマンダーの特徴として継続的に伝承されたのはその耐火性である。 サンショウウオは倒木などを借りて冬眠する習性があり、薪の置き場に紛れ込んでいて、火を焚くとなかから現れてくるという事象がおきる。実録としてよく知られるのは、美術家のベンヴェヌート・チェッリーニ（1500–1571）の「自伝」にみえる記録である。トマス・ブルフィンチの解説では、サンショウウオが皮膚から分泌する液は、ある程度、火から身を守ることができ、それなりの速さで遠ざかるので、火から生存することはありうる、と説いている。

#### パラケルスス

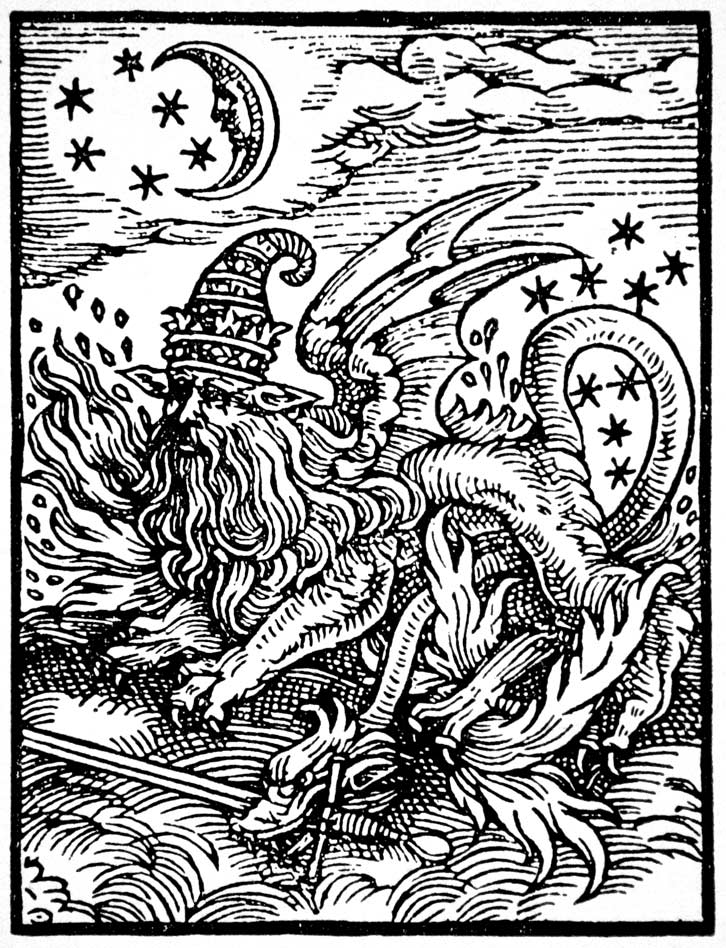
パラケルススの木版画（16世紀）。マンリー・P・ホールがサラマンドルとするが不詳。

パラケルスス（1493–1541）はその著『妖精の書（Liber de nymphis, sylphis, pygmaeis et salamandris et de caeteris spiritibus）』において四大元素のうち火の元素の精霊がサラマンドラだと提唱した。オカルトにおいては多大な影響を及ぼしている。パラケルススは、サラマンドラが「悪魔」である通俗を否定し、四元素の精霊は、人間のようであるが魂を欠く、と提唱した。サラマンドラは火棲属性ゆえに人間と、ともに同じ場所で交友することはかなわない。一方、水精霊のウンディーネ（ニュンペー）は、人間と結婚し、子をもうけ、そのつながりで永遠の魂（天国行き）の萌芽を得ることができる。その他の元素精霊が人間と結婚するのはまれで、しかしながら、友誼があれば従者となることもありうる、という。
パラケルススの論によれば、ウィル・オ・ザ・ウィスプ（≃人魂のたぐい）もまた、精霊サラマンドラの奇形にすぎないという。
(サラマンドルを称する図像)
サラマンダーの図像として近年頻出するのが、20世紀（に著名となった）オカルト作家マンリー・P・ホールがサラマンドル図、しかもパラケルススの描画だと提唱する図である。しかし、この絵はアンドレアス・オジアンダーとハンス・ザックス共著の法皇弾劾の作品（1527年刊行）によれば「怪物の法皇」図を表していた。 パラケルススは『ニュルンベルクのカルトジオ修道院の魔法人物像の解釈 Auslegung der Magischen Figuren im Carthäuser Kloster zu Nũrnberg』のなかで、カルトジオ会の修道院で見つけた絵を解説したおり、たしかに、この絵は"王冠とさらに教皇帽を被った人面のサラマンドルまたはおぞましい竜蛇（ヴルム）"だと説明しているが、追って教皇を表す絵であると説明している。
(後年の錬金術書)

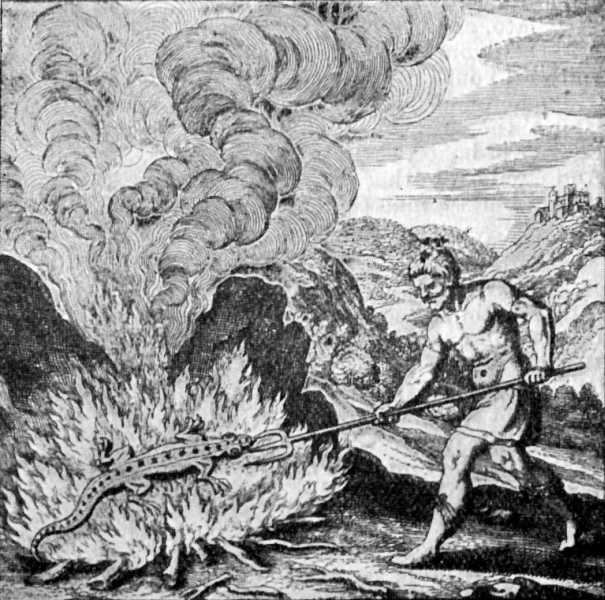
サラマンダー版画―《ラムスプリングの書》、16世紀

いわゆる《ラムスプリングの書》（Das Buch Lambspring、1556年)には、火中のサラマンダーが白鳥のように描かれており、これを長柄の武器で男が刺している図柄になっている。ドイツ語の添え文によれば、サラマンダーは火の中で優れた色あいを発揮するという。また、ラテン語文では賢者の石との関連を説明する。同書は、ルーカス・イェニス『Musaeum Hermeticum』（1625年）所収の稿本もあるが、そちらの挿絵では、同じ構図でサラマンダーが星斑のイモリの絵に差し替えられている（⇒右図参照）。同《書》の正しい題名は『Tractatus de lapide philosophorum』（「賢者の石のトラクト」の意)だとされるが、15 の挿絵を掲載する。最初の10図は、実体（corpus）から霊質（spiritus, animus）を抽出するうえでの各段階の意味合いの絵であり、その第9, 10階梯が、戴冠の王と、サラマンダーの絵であると解説される。

#### ゲスナー
コンラート・ゲスナー 『動物誌』では、サラマンドラの絵を写実的なものと空想的なものと二点、連続で掲載して比較している（⇒右の上下図参照）。下図の見出しによれば、上図は生体から写生したもので、下図はサラマンドラとステリオ（星斑のあるイモリ）と混同し、読んだ知識からそのまま、一連の☆型の模様を背中に書いてしまったもの、と説明している。

#### ベーコン主義
フランシス・ベーコンは、より現代科学に近い解析手法で知られるが、「サラマンダー」については、その著『Sylva sylvarum』（1626/1627年）で端的に述べるにとどまる。その耐火性については、たとえば人間の手を卵白などでコーティングし、火から遮断するような皮膜を作れば、そこに酒をかけて発火させてもしばしは耐えられるのと同じように、合理的に説明可能だとする。
トーマス・ブラウン（1605–1682）はいわゆるベーコン的帰納法の徒であったが、その著作『プセウドドキシア・エピデミカ』（1646年）では、古今の諸説にわたって「サラマンダー」を説いており、前述のエジプトのヒエログリフ文字であると主張されたサラマンダー記号についてもふれている。

## 紋章学

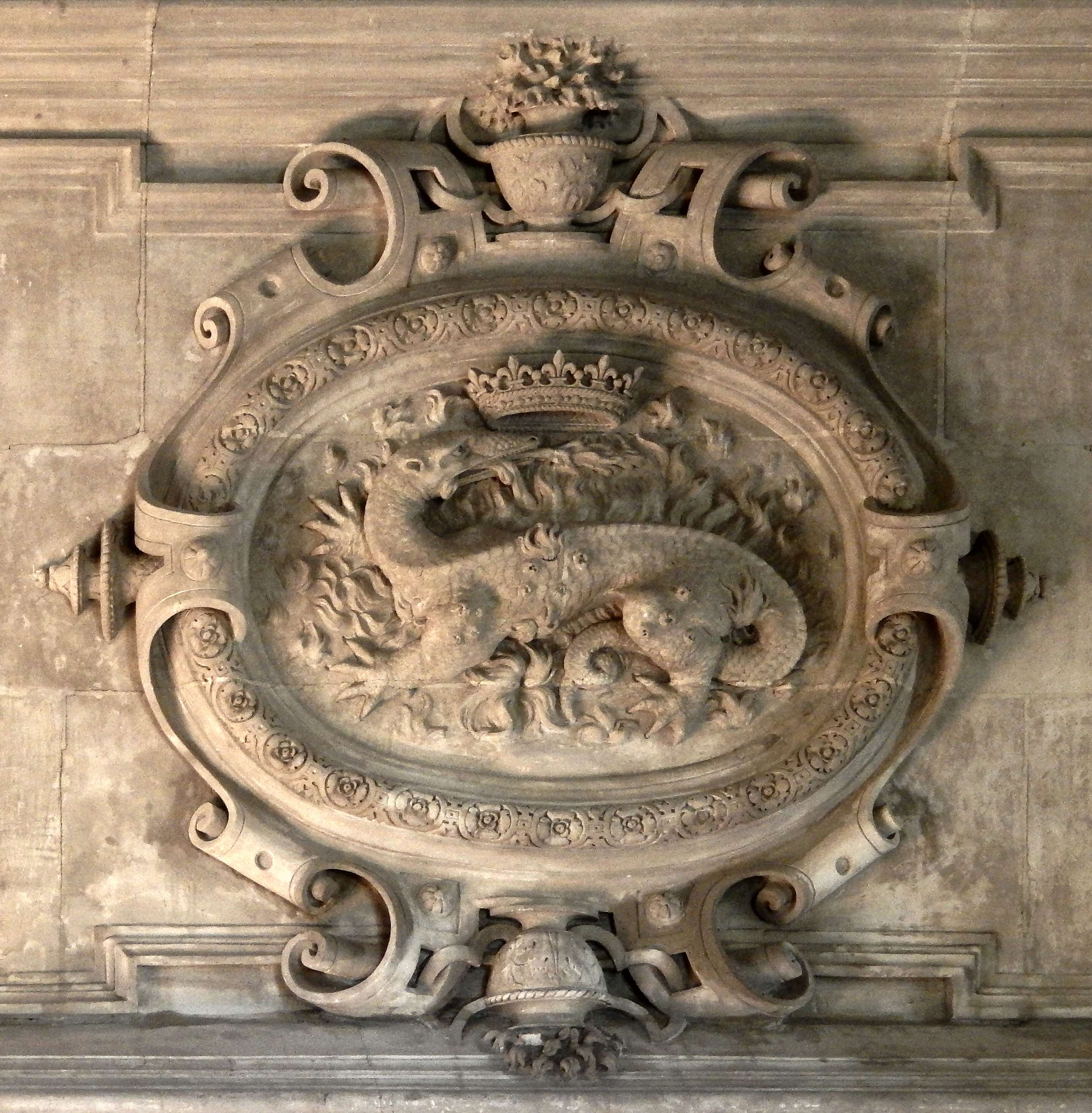
サラマンダーのレリーフ。―アゼ＝ル＝リドー城

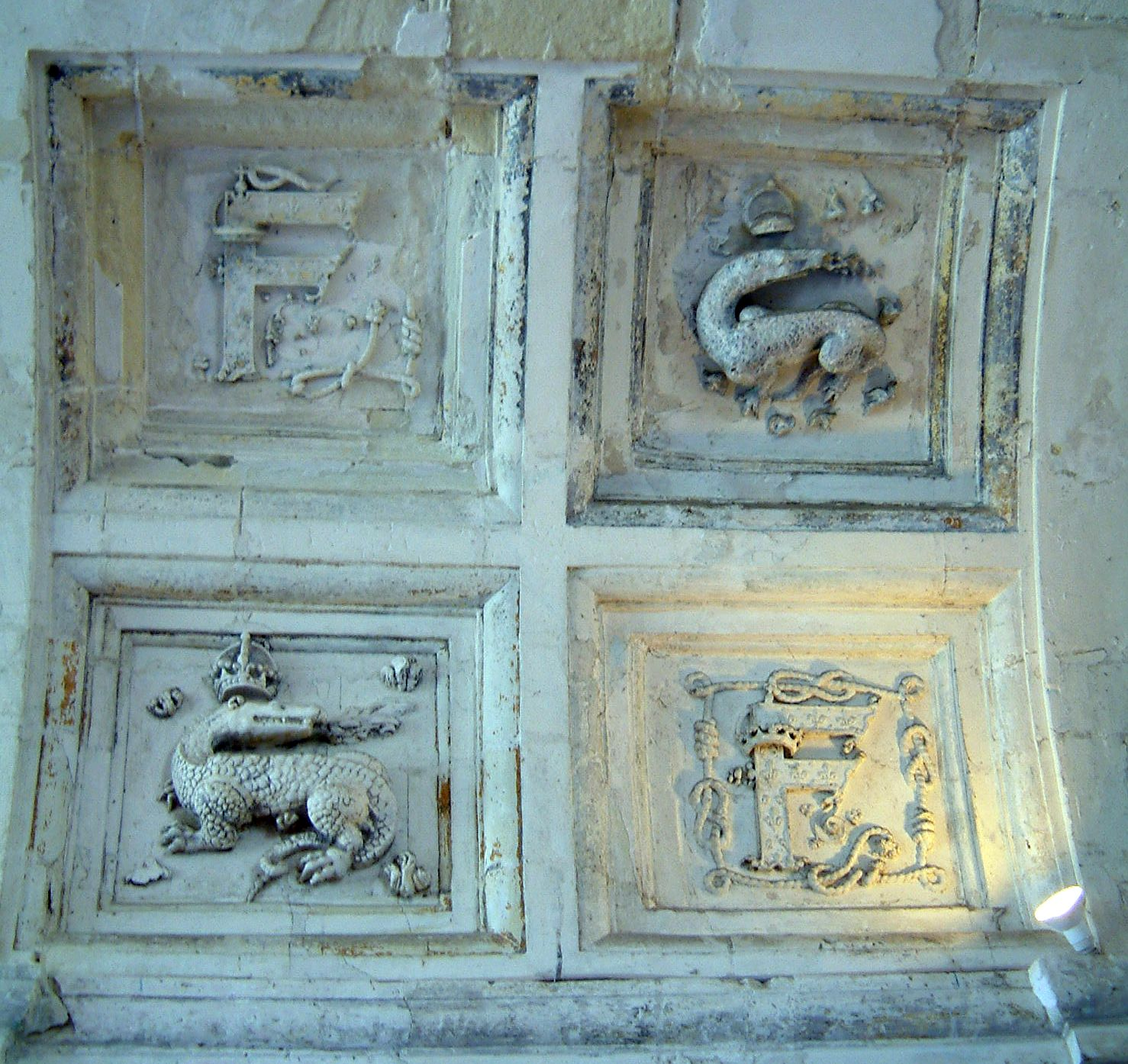
サラマンダーのレリーフ―フランソワ１世の居城シャンボール城

紋章学では、サラマンダーは、トカゲのような図像が一般的だが、火を吹くドラゴン（翼はない）や、火を吹く犬のような動物に描かれることもある。
炎に囲まれた犬のような描写をされていたが、時代が下るにつれ現実のサンショウウオや、翼のないドラゴンとして描かれるようになった。
近世のフランス王フランソワ1世（1494-1547）は「Nutrico et extinguo（我は育み、我は消火す[消滅さす]）」というモットーと共にサラマンダーを己の紋章とした。シャンボール城のレリーフなどにみつかる。1530年、ルーアンで執り行われた祝典では、フェニックス（の模型）が火葬された灰の中から新たなフェニックスとサラマンドルがあらわれるという演出がされた。「慈善（シャリテ）の火に燃える」フェニックス、「誠実性（アンテグリテ）のサラマンドラ、その要素を火中で保つ」の詩文がラテン語ないまぜで添えられた。この祭典には「正義」の偶像も姿を連ねたが、サラマンダーは（特にフランソワの紋章やモットーにもことよせて）、勧善懲悪的な「正義」のシンボルともなっている。

ル・アーヴルの紋章
メーヌ＝エ＝ロワール県ジェンヌ の紋章
ドルドーニュ県サルラ＝ラ＝カネダの紋章

### 民話
フランスの民間伝承において、サラマンドルの吐息で人の皮膚は膨れてはじけるとすらいわれる。オーヴェルニュ地方では、サラマンドル（サンショウウオ）の事を「ふいご」を意味する"soufflet" や「吐息（souffle）」、「牛ふくらまし（enfleboeuf）」などと呼び、畜牛を殺すとおそれられ、ベリー地方では、遠巻きにいるだけでも牛たちが膨れると伝わる。また、地方名で「ルブロード lebraude」と呼ばれる黒と黄色のトカゲがいるとされ、これは24時間に一度しか息をしないが、ため込んだ息で人も草木も殺すと言われる。オーヴェルニュの異聞では、ルブロードを捕まえて閉じ込め、自分の息で死なせるしか処理法はないのだという。
また、18世紀のブルターニュ人のあいだではサラマンドルを実名で呼ぶことをタブーとしており、もし聞かれれば危害が及ぶとして忌む風習が残っていた。
ラウジッツ地方に伝わるドイツ語の民話によれば、ある魔法使いがサラマンダーを瓶に閉じ込めて使役し、敵に放って襲わせていたという。ところが魔法使いが訪れたラウバン（現今のポーランド領ルバン）の町で、掃き掃除女中の娘が瓶をいじって逃がしてしまった。サラマンダーは町民に感謝を述べ、それ以降、火事になりそうな家の上にピラミッドや蛇のかたちで飛翔して警告をするようになった。町民はこれを「フォイエルプーツ」（Feuerpuhz）と呼ぶようになったが、「プーツ」とは風の音を指すことばで、サラマンダーが瓶からシューと飛び出す様を形容するのだとも解説される。

## アスベスト布
中国では火鼠の毛から火浣布という不燃性の布が織られるが、これは「火で浣（あら）う」と呼んで字のごとく、火にくべれば真っ白く清潔になるとされた。これはじっさいには獣毛の織物などではなく、鉱物を加工したアスベスト布のことだと考証される。ベルトルト・ラウファーは、中国がアスベストを知ったのは西洋からの伝承だと提唱しており。そして葛洪（『抱朴子』）より中国南部の「白鼠」や植物からは火浣布が作られるという文章を引用し、このような中国の火鼠は古典ギリシア・ローマのサラマンダーの描写の"仮装"（反映）であると断じている。

### 伝搬
また、アラブやペルシア等イスラーム教圏の著述家らは、サラマンダーのことを「サマンダル」（samandalまたはsamandar）と称して、あるいは鳥類、あるいは貂のような動物と、いろいろな生き物に例えて説明しているが、いずれにしろ不燃布の材料としている。これは中国の伝承に近似している、とラウファーも指摘する。その文献例は、デルベロ所収の著者（ルトフッラ・ハミリ、1516没）が貂のような「サマンダル samandar」から不燃布を得られると記述しており、またダミーリー（1415年没）に同様の記述がみられる。また、ヤークート・アル＝ハマウィー（1229年没）には、フェニックス（鳳凰）の羽から不燃布が作られるという俗信を挙げており、これは中世ヨーロッパで石綿（アスベスト）が「サラマンダーの羽」であるとした旧習に通じている。
このようなアラビア人の著述による「サラマンダー/フェニックス」の混合と、石綿の材料だという知識が、中世ヨーロッパに伝わったのは、ビザンツ帝国からスペイン経由でおこったもので、10、11世紀のことである、とラウファーは強弁している。ヨーロッパでサラマンダーと不燃布を関連付けた最古の記述は、プロヴァンス語で書かれた鳥と動物誌「Naturas d'alcus auzels」（13世紀）というのが、ラウファーの見立てであった。これ以外にもドイツの碩学アルベルトゥス・マグヌス （「大アルベルツス」、1280年没）もアスベストのことを「サラマンダーの羽（ pluma salamandri ）」と記載している。
すなわちある時期（十字軍時代頃）において、石綿で作られた燃えない布は、ヨーロッパ人のあいだでもサラマンダーの毛から織られたものと考えられるようになっていた。
ウィリアム・キャクストン （1481年）も、"サラマンダーは獣毛（ウール）を持ち、これは火に燃えない布や帯にこしらえられる"と記述する。